# Jango Edwards
Stanley Ted Edwards (Detroit, 15 d'abril de 1950 - Barcelona, 4 d'agost de 2023), més conegut en el món de l'espectacle com a Jango Edwards, fou un conegut pallasso estatunidenc que destacà pel seu estil provocador, establert a Barcelona des de la dècada del 2000. Va ser el primer pallasso Ronald McDonald, la mascota oficial de McDonald's, però el van acabar fent fora perquè el seu tarannà subversiu no encaixava amb la imatge de la cadena de menjar ràpid.

## Trajectòria
Abans de ser clown, Edwards era arquitecte a Detroit i va començar a estudiar periodisme, però no era feliç, i a partir d'aquí va començar una carrera artística que ha desenvolupat sobretot a Europa i especialment a Catalunya. Considerat un dels màxims referents del llenguatge contemporani dels pallassos i representant de l'anomenat «clown power». Ha fet gires per Europa, Amèrica i Oceania presentant els seus espectacles, tant en el marc d'iniciatives col·lectives com en solitari. Va actuar per primera vegada a Barcelona al Saló Diana l'any 1977, i des d'aleshores ha establert vincles estrets amb professionals del circ i el teatre català. Precisament, Barcelona és una de les seus del Nouveau Clown Institute (NCI), un centre formatiu especialitzat en el món del clown que ell mateix va crear l'any 2009 a Granollers.
El setembre de 2020 va organitzar al Teatre La Gleva de Barcelona el festival «The man, the myth and the legend», en què compartí escenari amb artistes com Pepa Plana, Tortell Poltrona, Roberto Oliván, Andreu Buenafuente i Mario Gas. Ha recorregut el món amb espectacles com Penzilpeeni Zircus (1980), Garbage (1980), que el va consagrar als anys 1980 com a artista i clown de referència internacional, Nothing but the truth (1982), Nightmirrors (1985), Holey Moley (1990), Klones (1994), Mum (1996), Big Boss & Tandarica Circus (2010), Touts a l'asile (2016) i Jango Series (2020).
El desembre de 2020 se li atorgà el Premi Zirkòlika de Circ a la millor trajectòria. El mateix any es va retirar dels escenaris i el setembre del 2022 va donar a conèixer que tenia un càncer terminal. El «Festival of Fools», un mes amb 22 espectacles de pallassos d'arreu del món, és el regal que fa a la capital catalana i, alhora, el llegat artístic que deixa, el qual aspira a convertir Barcelona en la capital mundial del clown. El festival té el mateix esperit social i provocador que la seva primera edició a Amsterdam el 1975, on van actuar alguns dels actuals participants, com Johnny Melville, Tortell Poltrona o el mateix Jango Edwards.